# منطقه حیفا
منطقه حیفا (به عبری: מחוז חיפה تلفظ: محوز حیفا) یکی از هفت منطقه اسرائیل است. شهر حیفا مرکز استان حیفا است.

## شهرها
- حیفا (مرکز منطقه)
- ام‌الفحم
- باکا الغربیا
- خدرا
- کریات آتا
- کریات بیالیک
- کریات موتزکین
- کریات یام
- نشر
- اور عقیفا
- طیره کرمل

## مناطق
شهرک ام‌الفحم، واقع در منطقه حیفا، از جمله شهرهای عرب‌نشین اسرائیل است.